# Конституционный референдум 1992 года в Мали
12 января 1992 года в Мали был проведён референдум о принятии новой конституции страны, главный закон в обновлённой версии предусматривал создание многопартийной демократии, разделении полномочий между президентом и Национальным собранием Мали, о установлении президентского срока на 5 лет.

## Предыстория
Голосование стало следствием военного переворота, в ходе которого был свергнут президент страны Мусса Траоре. Новая конституция была разработана национальной Конференцией.

## Результаты
| Варианты                               | Голоса    | %       |
| -------------------------------------- | --------- | ------- |
| За                                     | 2 212 354 | 97,19 % |
| Против                                 | 22 347    | 0,98 %  |
| Недействительные/испорченные бюллетени | 41 590    | 1,83 %  |
| Все                                    | 2 276 291 | 100     |
| Всего избирателей/Явка                 | -         | 43,5 %  |
| Источник:                              |           |         |